# Canadian Open 2017 - Qualificazioni singolare femminile
Le qualificazioni del singolare femminile del Canadian Open 2017 sono state un torneo di tennis preliminare per accedere alla fase finale della manifestazione. Le vincitrici dell'ultimo turno sono entrate di diritto nel tabellone principale. In caso di ritiro di una o più giocatrici aventi diritto a queste sono subentrati le lucky loser, ossia le giocatrici che hanno perso nell'ultimo turno ma che avevano una classifica più alta rispetto alle altre partecipanti che avevano comunque perso nel turno finale.

## Teste di serie
1. Magdaléna Rybáriková (ultimo turno, Lucky Loser)
2. Irina-Camelia Begu (qualificata)
3. Naomi Ōsaka (qualificata)
4. Mona Barthel (primo turno)
5. Donna Vekić (qualificata)
6. Johanna Larsson (primo turno)
7. Sorana Cîrstea (qualificata)
8. Ashleigh Barty (qualificata)
9. Monica Niculescu (ritirata)
10. Christina McHale (ultimo turno)
11. Tatjana Maria (ultimo turno)
12. Lara Arruabarrena (qualificata)
13. Natal'ja Vichljanceva (primo turno)

1. Varvara Lepchenko (qualificata)
2. Nao Hibino (primo turno)
3. Madison Brengle (ultimo turno)
4. Heather Watson (qualificata)
5. Risa Ozaki (ultimo turno)
6. Jennifer Brady (primo turno)
7. Misaki Doi (ultimo turno)
8. Camila Giorgi (ultimo turno)
9. Kirsten Flipkens (qualificata)
10. Verónica Cepede Royg (primo turno)
11. Magda Linette (primo turno)
12. Ekaterina Aleksandrova (qualificata)

## Qualificate
1. Varvara Lepchenko
2. Irina-Camelia Begu
3. Naomi Ōsaka
4. Mariana Duque Mariño
5. Donna Vekić
6. Sachia Vickery

1. Sorana Cîrstea
2. Ashleigh Barty
3. Ekaterina Aleksandrova
4. Kirsten Flipkens
5. Heather Watson
6. Lara Arruabarrena

### Lucky Loser
1. Magdaléna Rybáriková

## Tabellone

### Legenda
| - Q = Qualificato - WC = Wild card - LL = Lucky loser | - ALT = Alternate - SE = Special Exempt - PR = Protected Ranking | - w/o = Walkover - r = Ritirato - d = Squalificato |

### Sezione 1
|  | Primo turno | Primo turno          | Primo turno        | Primo turno | Primo turno |  |  | Ultimo turno | Ultimo turno         | Ultimo turno         | Ultimo turno | Ultimo turno |  |
|  |             |                      |                    |             |             |  |  |              |                      |                      |              |              |  |
|  | 1           | Magdaléna Rybáriková | 6                  | 5           | 7           |  |  |              |                      |                      |              |              |  |
|  |             | Kurumi Nara          | 2                  | 7           | 6           |  |  | 1            | Magdaléna Rybáriková | Magdaléna Rybáriková | 5            | 0            |  |
|  | WC          | Gabriela Dabrowski   | Gabriela Dabrowski | 3           | 3           |  |  | 14           | Varvara Lepchenko    | Varvara Lepchenko    | 7            | 6            |  |
|  | 14          | Varvara Lepchenko    | Varvara Lepchenko  | 6           | 6           |  |  |              |                      |                      |              |              |  |

### Sezione 2
|  | Primo turno | Primo turno        | Primo turno        | Primo turno | Primo turno |  |  | Ultimo turno | Ultimo turno       | Ultimo turno       | Ultimo turno | Ultimo turno |  |
|  |             |                    |                    |             |             |  |  |              |                    |                    |              |              |  |
|  | 2           | Irina-Camelia Begu | Irina-Camelia Begu | 6           | 6           |  |  |              |                    |                    |              |              |  |
|  |             | Miyu Katō          | Miyu Katō          | 3           | 4           |  |  | 2            | Irina-Camelia Begu | Irina-Camelia Begu | 6            | 6            |  |
|  |             | Lizette Cabrera    | 6                  | 4           | 7           |  |  |              | Lizette Cabrera    | Lizette Cabrera    | 4            | 2            |  |
|  | 19          | Jennifer Brady     | 3                  | 6           | 62          |  |  |              |                    |                    |              |              |  |

### Sezione 3
|  | Primo turno | Primo turno        | Primo turno | Primo turno | Primo turno |  |  | Ultimo turno | Ultimo turno       | Ultimo turno | Ultimo turno | Ultimo turno |  |
|  |             |                    |             |             |             |  |  |              |                    |              |              |              |  |
|  | 3           | Naomi Ōsaka        | Naomi Ōsaka | 6           | 6           |  |  |              |                    |              |              |              |  |
|  |             | Jamie Loeb         | Jamie Loeb  | 3           | 3           |  |  | 3            | Naomi Ōsaka        | 1            | 7            | 6            |  |
|  |             | Barbora Krejčíková | 4           | 7           | 6           |  |  |              | Barbora Krejčíková | 6            | 64           | 0            |  |
|  | 24          | Magda Linette      | 6           | 63          | 4           |  |  |              |                    |              |              |              |  |

### Sezione 4
|  | Primo turno | Primo turno          | Primo turno | Primo turno | Primo turno |  |  | Ultimo turno | Ultimo turno         | Ultimo turno | Ultimo turno | Ultimo turno |  |
|  |             |                      |             |             |             |  |  |              |                      |              |              |              |  |
|  | 4           | Mona Barthel         | 6           | 4           | 4           |  |  |              |                      |              |              |              |  |
|  |             | Mariana Duque Mariño | 1           | 6           | 6           |  |  |              | Mariana Duque Mariño | 3            | 6            | 6            |  |
|  |             | Eri Hozumi           | Eri Hozumi  | 64          | 64          |  |  | 20           | Misaki Doi           | 6            | 3            | 4            |  |
|  | 20          | Misaki Doi           | Misaki Doi  | 7           | 7           |  |  |              |                      |              |              |              |  |

### Sezione 5
|  | Primo turno | Primo turno           | Primo turno           | Primo turno | Primo turno |  |  | Ultimo turno | Ultimo turno       | Ultimo turno       | Ultimo turno | Ultimo turno |  |
|  |             |                       |                       |             |             |  |  |              |                    |                    |              |              |  |
|  | 5           | Donna Vekić           | 5                     | 6           | 6           |  |  |              |                    |                    |              |              |  |
|  | WC          | Carson Branstine      | 7                     | 2           | 3           |  |  | 5            | Donna Vekić        | Donna Vekić        | 6            | 6            |  |
|  |             | Patricia Maria Tig    | Patricia Maria Tig    | 6           | 6           |  |  |              | Patricia Maria Tig | Patricia Maria Tig | 4            | 2            |  |
|  | 13          | Natal'ja Vichljanceva | Natal'ja Vichljanceva | 3           | 1           |  |  |              |                    |                    |              |              |  |

### Sezione 6
|  | Primo turno | Primo turno         | Primo turno    | Primo turno | Primo turno |  |  | Ultimo turno | Ultimo turno        | Ultimo turno        | Ultimo turno | Ultimo turno |  |
|  |             |                     |                |             |             |  |  |              |                     |                     |              |              |  |
|  | 6           | Johanna Larsson     | 7              | 2           | 4           |  |  |              |                     |                     |              |              |  |
|  |             | Alison Van Uytvanck | 5              | 6           | 6           |  |  |              | Alison Van Uytvanck | Alison Van Uytvanck | 3            | 4            |  |
|  |             | Sachia Vickery      | Sachia Vickery | 7           | 6           |  |  |              | Sachia Vickery      | Sachia Vickery      | 6            | 6            |  |
|  | 15          | Nao Hibino          | Nao Hibino     | 5           | 0           |  |  |              |                     |                     |              |              |  |

### Sezione 7
|  | Primo turno | Primo turno        | Primo turno        | Primo turno | Primo turno |  |  | Ultimo turno | Ultimo turno   | Ultimo turno   | Ultimo turno | Ultimo turno |  |
|  |             |                    |                    |             |             |  |  |              |                |                |              |              |  |
|  | 7           | Sorana Cîrstea     | Sorana Cîrstea     | 6           | 6           |  |  |              |                |                |              |              |  |
|  | WC          | Aleksandra Wozniak | Aleksandra Wozniak | 4           | 1           |  |  | 7            | Sorana Cîrstea | Sorana Cîrstea | 6            | 6            |  |
|  |             | Julia Boserup      | Julia Boserup      | 1           | 0           |  |  | 21           | Camila Giorgi  | Camila Giorgi  | 4            | 4            |  |
|  | 21          | Camila Giorgi      | Camila Giorgi      | 6           | 6           |  |  |              |                |                |              |              |  |

### Sezione 8
|  | Primo turno | Primo turno     | Primo turno     | Primo turno | Primo turno |  |  | Ultimo turno | Ultimo turno    | Ultimo turno | Ultimo turno | Ultimo turno |  |
|  |             |                 |                 |             |             |  |  |              |                 |              |              |              |  |
|  | 8           | Ashleigh Barty  | Ashleigh Barty  | 6           | 6           |  |  |              |                 |              |              |              |  |
|  | WC          | Katherine Sebov | Katherine Sebov | 4           | 3           |  |  | 8            | Ashleigh Barty  | 1            | 6            | 6            |  |
|  |             | Asia Muhammad   | Asia Muhammad   | 3           | 3           |  |  | 16           | Madison Brengle | 6            | 2            | 2            |  |
|  | 16          | Madison Brengle | Madison Brengle | 6           | 6           |  |  |              |                 |              |              |              |  |

### Sezione 9
|  | Primo turno | Primo turno            | Primo turno            | Primo turno | Primo turno |  |  | Ultimo turno | Ultimo turno           | Ultimo turno           | Ultimo turno | Ultimo turno |  |
|  |             |                        |                        |             |             |  |  |              |                        |                        |              |              |  |
|  | 25          | Ekaterina Aleksandrova | Ekaterina Aleksandrova | 6           | 6           |  |  |              |                        |                        |              |              |  |
|  |             | Ana Bogdan             | Ana Bogdan             | 1           | 2           |  |  | 25           | Ekaterina Aleksandrova | Ekaterina Aleksandrova | 6            | 6            |  |
|  | WC          | Carol Zhao             | 7                      | 2           | 6           |  |  | WC           | Carol Zhao             | Carol Zhao             | 2            | 3            |  |
|  | 23          | Verónica Cepede Royg   | 65                     | 6           | 1           |  |  |              |                        |                        |              |              |  |

### Sezione 10
|  | Primo turno | Primo turno      | Primo turno      | Primo turno | Primo turno |  |  | Ultimo turno | Ultimo turno     | Ultimo turno | Ultimo turno | Ultimo turno |  |
|  |             |                  |                  |             |             |  |  |              |                  |              |              |              |  |
|  | 10          | Christina McHale | Christina McHale | 6           | 6           |  |  |              |                  |              |              |              |  |
|  | WC          | Isabelle Boulais | Isabelle Boulais | 0           | 1           |  |  | 10           | Christina McHale | 1            | 7            | 3            |  |
|  | WC          | Layne Sleeth     | Layne Sleeth     | 2           | 2           |  |  | 22           | Kirsten Flipkens | 6            | 5            | 6            |  |
|  | 22          | Kirsten Flipkens | Kirsten Flipkens | 6           | 6           |  |  |              |                  |              |              |              |  |

### Sezione 11
|  | Primo turno | Primo turno    | Primo turno   | Primo turno | Primo turno |  |  | Ultimo turno | Ultimo turno   | Ultimo turno   | Ultimo turno | Ultimo turno |  |
|  |             |                |               |             |             |  |  |              |                |                |              |              |  |
|  | 11          | Tatjana Maria  | Tatjana Maria | 6           | 7           |  |  |              |                |                |              |              |  |
|  |             | Jana Fett      | Jana Fett     | 2           | 5           |  |  | 11           | Tatjana Maria  | Tatjana Maria  | 3            | 68           |  |
|  |             | Jana Čepelová  | 6             | 6(0)        | 6           |  |  | 17           | Heather Watson | Heather Watson | 6            | 7            |  |
|  | 17          | Heather Watson | 1             | 7           | 7           |  |  |              |                |                |              |              |  |

### Sezione 12
|  | Primo turno | Primo turno                  | Primo turno                  | Primo turno | Primo turno |  |  | Ultimo turno | Ultimo turno      | Ultimo turno      | Ultimo turno | Ultimo turno |  |
|  |             |                              |                              |             |             |  |  |              |                   |                   |              |              |  |
|  | 12          | Lara Arruabarrena            | Lara Arruabarrena            | 6           | 6           |  |  |              |                   |                   |              |              |  |
|  |             | Arina Rodionova              | Arina Rodionova              | 4           | 2           |  |  | 12           | Lara Arruabarrena | Lara Arruabarrena | 7            | 6            |  |
|  | WC          | Charlotte Robillard-Millette | Charlotte Robillard-Millette | 3           | 3           |  |  | 18           | Risa Ozaki        | Risa Ozaki        | 5            | 4            |  |
|  | 18          | Risa Ozaki                   | Risa Ozaki                   | 6           | 6           |  |  |              |                   |                   |              |              |  |